# MTV Movie Awards 2016
Vyhlášení amerických cen MTV Movie Awards 2016 se uskutečnilo 9. dubna 2016 ve studiích Warner Bros. v Burbanku v Kalifornii. Poprvé od roku 2006 byl ceremoniál předtočen 9. dubna a vysílal se až 10. dubna. Moderátory večera byli Dwayne Johson a Kevin Hart.

## Moderátoři a vystupující

### Moderátoři
- Kevin Hart
- Dwayne Johnson

### Hudební vystoupení
- Halsey
- Dwayne Johson, Kevin Hart, Adam DeVine, Anthony Mackie a Rebel Wilson — „25. výročí rapu“
- Salt-N-Pepa — „Shoop“
- The Lonely Island — „Will Smith Medley“
- Ariana Grande — „Dangerous Woman“

### Hosté
- Miles Teller
- Keegan-Micheal Key
- Jordan Peele
- Chris Evans
- Chris Hemsworth
- Charlize Theronová
- Jessica Chastainová
- Jesse Eisenberg
- Lizzy Caplan
- Woody Harrelson
- Common
- Kendrick Lamar
- Seth Rogen
- Zac Efron
- Queen Latifah
- Halle Berryová
- Anna Kendrick
- Adam DeVine
- Kendall Jenner
- Gigi Hadid
- Stephen Amell
- Will Smith
- Margot Robbie
- Cara Delevingne
- Jared Leto
- Emilia Clarkeová
- Andy Samberg
- Eddie Redmayne
- Alexander Skarsgård
- Samuel L. Jackson

## Nominace a ocenění
| Film roku | Nejlepší mužský filmový výkon |
| --- | --- |
| - Star Wars: Síla se probouzí - Avengers: Age of Ultron - Creed - Deadpool - Jurský svět - Straight Outta Compton | - Leonardo DiCaprio – Revenant Zmrtvýchvstání - Matt Damon – Marťan - Michael B. Jordan – Creed - Chris Pratt – Jurský svět - Ryan Reynolds – Deadpool - Will Smith – Diagnóza: Šampión |
| Nejlepší ženský filmový výkon | Průlomové vystoupení |
| - Charlize Theron – Šílený Max: Zběsilá cesta - Morena Baccarin – Deadpool - Anna Kendrick – Ladíme 2 - Jennifer Lawrenceová – Joy - Daisy Ridley – Star Wars: Síla se probouzí - Alicia Vikander – Ex Machina                                                               | - Daisy Ridley – Star Wars: Síla se probouzí - John Boyega – Star Wars: Síla se probouzí - O'Shea Jackson Jr. – Straight Outta Compton - Dakota Johnson – Padesát odstínů šedi - Brie Larson – Room - Amy Schumer – Vykolejená |
| Pravdivý příběh | Dokument |
| - Straight Outta Compton - Sázka na nejistotu - Diagnóza: Šampión - Joy - Revenant Zmrtvýchvstání - Steve Jobs | - Amy - Země kartelů - Dal mi jméno Malála - Lovný revír - What Happened, Miss Simone? - The Wolfpack |
| Nejlepší komediální vystoupení | Nejlepší souboj |
| - Ryan Reynolds – Deadpool - Will Ferrell – Zocelovací kúra - Kevin Hart – Poldův švagr - Melissa McCarthy – Špión - Amy Schumer – Vykolejená - Rebel Wilson – Ladíme 2 | - Ryan Reynolds vs. Ed Skrein – Deadpool - Leonardo DiCaprio vs. Medvěd – Revenant Zmrtvýchvstání - Robert Downey Jr. vs. Mark Ruffalo – Avengers: Age of Ultron - Melissa McCarthy vs. Nargis Fakhri – Špión - Daisy Ridley vs. Adam Driver – Star Wars: Síla se probouzí - Charlize Theron vs. Tom Hardy – Šílený Max: Zběsilá cesta |
| Nejlepší polibek | Nejlepší zloduch |
| - Rebel Wilson a Adam DeVine – Ladíme 2 - Morena Baccarin a Ryan Reynolds – Deadpool - Dakota Johnson a Jamie Dornan – Padesát odstínů šedi - Leslie Mann a Chris Hemsworth – Bláznivá dovolená - Margot Robbie a Will Smith – Focus - Amy Schumer a Bill Hader – Vykolejená | - Adam Driver – Star Wars: Síla se probouzí - Tom Hardy – Revenant Zmrtvýchvstání - Samuel L. Jackson – Kingsman: Tajná služba - Hugh Keays-Byrne – Šílený Max: Zběsilá cesta - James Spader – Avengers: Age of Ultron - Ed Skrein – Deadpool                                                                                          |
| Nejlepší akční vystoupení | Nejlepší virtuální vystoupení |
| - Chris Pratt – Jurský svět - John Boyega – Star Wars: Síla se probouzí - Vin Diesel – Rychle a zběsile 7 - Dwayne Johnson – San Andreas - Jennifer Lawrenceová – Hunger Games: Síla vzdoru 2. část - Ryan Reynolds – Deadpool                                               | - Amy Poehlerová – V hlavě - Jack Black – Kung Fu Panda 3 - Seth MacFarlane – Méďa 2 - Lupita Nyong'o – Star Wars: Síla se probouzí - Andy Serkis – Star Wars: Síla se probouzí - James Spader – Avengers: Age of Ultron |
| Nejlepší obsazení | Nejlepší hrdina |
| - Ladíme 2 - Avengers: Age of Ultron - Rychle a zběsile 7 - Hunger Games: Síla vzdoru 2. část - Star Wars: Síla se probouzí - Vykolejená | - Jennifer Lawrenceová - Hunger Games: Síla vzdoru 2. část - Chris Evans – Avengers: Age of Ultron - Dwayne Johnson – San Andreas - Daisy Ridley – Star Wars: Síla se probouzí - Paul Rudd – Ant-Man - Charlize Theron – Šílený Max: Zběsilá cesta                                                                                     |

### MTV Generation Award
- Will Smith

### Comedic Genius Awards
- Melissa McCarthy